# Grammatische Kategorie
Grammatische Kategorien sind Merkmale, mit denen die Bausteine einer Sprache (vor allem Wörter und größere Satzteile) in verschiedene Klassen eingeteilt werden. Nach der Art der Klassifizierung unterscheidet man
- morphologische Kategorien (vor allem Einteilung der Wortformen zu einer gegebenen Wortart),
- syntaktische Kategorien (Einteilung in Wortarten mit unterschiedlichem Verhalten im Satz)
- semantische Kategorien (Einteilung in Bedeutungsklassen oder typenlogische Klassen).

## Rolle der grammatischen Kategorien
Eine Sprache besteht zum einen aus ihrem Wortschatz – genauer aus den Inhaltswörtern darin – und zum anderen aus ihrer Grammatik, also den Regeln, nach denen die Wörter zu Sätzen zusammengesetzt werden. Beides trägt zur Bedeutung eines Satzes bei.
Beispiel:
```
 „Der Hund bellte.“
```

In dem Beispielsatz als Ganzem steckt die Information, um was für ein Tier es sich handelte und was es tat, in den Inhaltswörtern „Hund“ und „bellen“, hingegen die Information, wann es war (nämlich in der Vergangenheit) und was man über den Hund schon weiß (nämlich dass es derselbe ist, von dem schon die Rede war, oder der einzige, der im Zusammenhang in Frage kommt) in grammatischen Eigenschaften des Satzes, nämlich dem Tempus des Verbs und der Verwendung des bestimmten Artikels als Zeichen der Definitheit. Die Information, wie viele Hunde es waren (nämlich einer), ergibt sich aus dem Numerus, der sich gleichzeitig durch die Wortform des Verbs, des Artikels und des Substantivs bemerkbar macht.
Tempus, Definitheit und Numerus sind Beispiele von grammatischen Kategorien. Diese können sich in Veränderungen der Wortformen oder des Satzbaus ausdrücken oder durch hinzutretende Funktionswörter, hier etwa den Artikel. Diese Ausdrucksmöglichkeiten sind für jede einzelne Kategorie auf endlich viele – meist relativ wenige – Möglichkeiten beschränkt. So kann man zwar sprachlich den Zeitpunkt einer Handlung sehr genau ausdrücken, über die grammatischen Tempora aber nur ein grobes Raster weniger verschiedener Zeiträume unterscheiden.
Welche grammatischen Kategorien es gibt, ist in den einzelnen Sprachen sehr unterschiedlich. Die in einer gegebenen Sprache vorhandenen Kategorien müssen aber benutzt werden, obwohl sie oft nicht viel zur Bedeutung eines Satzes beitragen. Beispielsweise ist es im Grunde überflüssig, wenn in einer in der Vergangenheit spielenden Geschichte jedes Verb erneut das Tempus der Vergangenheit trägt, und auch Definitheit und Numerus ergeben sich sehr oft aus dem Zusammenhang oder könnten bei Bedarf explizit erwähnt werden. Beim Erlernen einer Fremdsprache sind Kategorien, die es in ihr gibt, nicht aber in der eigenen Muttersprache, oft eine besondere Schwierigkeit.

## Morphologische Kategorien
Morphologische grammatische Kategorien beschreiben die Eigenschaften von Wortformen innerhalb eines Wortparadigmas, das die Wortarten festlegt. Die heute üblichen Bezeichnungen für grammatische Kategorien gehen auf die lateinische Grammatik zurück. Verschiedene Wortparadigmen, das heißt verschiedene Sichtweisen darüber, was als Wortart oder Wortform aufzufassen ist, führen zu unterschiedlichen Einteilungen in Art und Anzahl grammatischer Kategorien.
Eine Übersicht der traditionellen schulgrammatischen Einteilung im Deutschen findet sich im Artikel Grammatikbegriffe im Deutschen. Im Folgenden werden grammatische Kategorien aufgelistet, die aber nicht alle in jedem Wortparadigma zu finden sein müssen.

### Grammatische Kategorien des Nomens
- Genus (das Genus, Plural: Genera)
- Numerus (der Numerus, Plural: Numeri)
- Kasus (der Kasus, Plural: Kasus)

### Grammatische Kategorien des Verbs
- Person
- Numerus (der Numerus, Plural: Numeri)
- Modus (der Modus, Plural: Modi)
- Tempus (das Tempus, Plural: Tempora)
- Genus Verbi (das Genus Verbi, Plural: Genera Verbi); auch: Diathese
- Aspekt
- Aktionsart

Da es sich bei dieser Einteilung noch nicht um Kategorien im engen Sinne handelt, bezeichnet man sie neuerdings auch als „grammatische Kategorisierung“, also als Mengen von Kategorien. Je nach Wortart kommen für ein Wortparadigma unterschiedliche und unterschiedlich viele Kategorisierungen zum Tragen. Ein Substantiv wie „Baum“ flektiert in Kasus und Numerus, aber nicht im Genus. Anders beim Adjektiv, das sowohl in Numerus und Kasus, aber auch im Genus flektiert. Kategorisierungen sind daher ein gutes Mittel zur Abgrenzung der Wortarten.
Ein Verbum besitzt in klassischer Form die fünf grammatischen Kategorien (Bestimmungsstücke) (in dieser Reihenfolge) Person, Numerus, Modus, Tempus und Genus Verbi / Diathese (z. B. lat. amō ‚ich liebe‘ 1. Person Singular Indikativ Präsens Aktiv, lat. amātōte ‚ihr sollt lieben‘ 2. Person Plural Imperativ Futur Aktiv; in speziellen Fällen kann auch in einer Verbalform das Genus zum Ausdruck kommen, z. B. lat. amātae essent ‚sie wären geliebt worden‘ 3. Person Plural Femininum Konjunktiv Plusquamperfekt Passiv).
Den Kategorien Aspekt und Aktionsart kommt in der indogermanischen Grundsprache besondere Bedeutung zu. Die Aktionsart Aorist hat z. B. stets den perfektiven (Bedeutung: „punktuell“, d. h. einmalige Handlung), die Aktionsart Präsens dagegen stets den imperfektiven (Bedeutung: „durativ“ oder „iterativ“, d. h. Dauerhandlung oder wiederholte Handlung) Aspekt. Der perfektive Aspekt entwickelt als Sicht des Sachverhalts im Weiteren die Betrachtungsweise einer Handlung in der Gesamtschau, der imperfektive Aspekt entsprechend die Betrachtungsweise einer Handlung in der Verlaufsschau.

## Syntaktische Kategorien
Syntaktische Kategorien sind grammatische Kategorien „von sprachlichen Elementen/Konstituenten mit gleichen morpho-syntaktischen Eigenschaften“.
Vereinfacht gesagt wird ein Wortparadigma, bestehend aus Wortarten, über eine vorgegebene morphologische Einteilung (morphologische grammatische Kategorien) der Sprache definiert.
Unterschieden werden sie in lexikalische Kategorien und phrasale Kategorien (oder auch, dann im engeren Sinn, syntaktische Kategorien). 

### Lexikalische Kategorien
Synonym Wortart, Beispiele Nomen (N), Verb (V), Adjektiv (A), Präposition (P), Determinator (D), Konjunktion (K) …

### Phrasale Kategorien
Phrasale Kategorien gründen nicht auf einzelnen Wörtern, sondern auf Wortgruppen, wobei in der Regel ein Wort der Wortgruppe die anderen regiert oder an sich zieht. Beispiele für phrasale Kategorien sind Nominalphrasen (NP) und Verbalphrasen (VP).

## Semantische oder formallogische Kategorien
Über logische Formalien oder über die Semantik, das heißt Bedeutung innerhalb eines Satzes, lässt sich ebenfalls kategorisieren. In der Schulgrammatik entspricht diese Einteilung den Satzgliedern innerhalb der Satzlehre (Syntax).
Beispiel: Satz, Term und Prädikat.